# Solgi Hrolfsson
Solgi Hrolfsson (también Solvi, n. 620) fue un caudillo vikingo de Bergi, Hedmark, rey de Hordaland. Era hijo de Hrolf in Bergi Svåsason y padre de Kaun Solgasson. Varios colonos de la Mancomunidad Islandesa proclamaron ser descendientes de Solgi.